# Kirkby-Gletscher
Der Kirkby-Gletscher ist ein 30 km langer Gletscher an der Pennell-Küste des ostantarktischen Viktorialands. Er fließt aus den zentralen Anare Mountains in nordwestlicher Richtung zur Somow-See, die er unmittelbar nördlich des Arthurson Bluff und nordöstlich des Nielsen-Fjords erreicht.
Teilnehmer der Australian National Antarctic Research Expeditions nahmen die Benennung vor. Namensgeber ist Sydney Lorrimar Kirkby (1933–2024), Geodät auf dem Expeditionsschiff Thala Dan, mit dem 1962 die dem Gletscher vorgelagerte Küste erkundet wurde.